# Ung Rejs
Ung Rejs var et dansk rejsebureau, som specialiserede sig i rejser for unge og studerende. Virksomheden blev grundlagt i 1992 og eksisterede frem til 2020, hvor selskabet, der dengang havde skiftet navn til Travel Booking A/S blev frivilligt opløst.
Ung Rejse sendte feriegæsterne til rejsemål i Spanien (Calella, Lloret de Mar og Ibiza), Grækenland (Kos, Rhodos og Kreta), Frankrig (Les Menuires og Val Thorens), Bulgarien (Golden Sands og Sunny Beach), samt Tyrkiet (Alanya).

## Historie
Ung Rejs A/S blev grundlagt i oktober 1992 af den 17-årige handelsskoleelev John N. Tobiesen fra Tjæreborg. Oprindeligt var der tale om et enkeltmandsfirma kaldet Jyske Ungdomsrejser, som startede med tre afgange til Calella med bus. Firmaet udviklede sig med stadig flere afgange og skiftede navn til Ung Rejs i 1993. Herefter udviklede selskabet sig hurtigt og blev i 1998 omdannet til et aktieselskab.
I 2007 sendte Ung Rejs 15.000 unge afsted under mottoet "Det er federe at brække sig end at trække sig".
John N. Tobiesen trak sig i 2013 fra selskabet, idet han ikke længere vurderede, at der var et tilstrækkeligt forretningsgrundlag for konceptet.
Ung Rejs var et af de få rejseselskaber i Danmark, der har opnået højeste kreditværdighed (AAA). Selskabet gav overskud 14 år i træk og var det eneste ungdomsrejsebureau i Rejsearrangørforeningen (RID). Ung Rejs beskæftigede i foråret 2012 seks medarbejdere på fordelt på 2 kontorer i henholdsvis Aarhus og Tjæreborg, fire personer i relaterede selskaber, samt 30 guider, destinationschefer og supervisere ude i verden.
DR viste i 2024 den historiske mini-dokumentarserie Så længe vi er stive om Ung Rejs.

### Kritik af markedsføring
Organisationen Alkoholpolitisk Landsråd, der blandt andet talte Blå Kors, Danmarks Afholdsforening og Frelsens Hær, klagede i 2008 til Forbrugerombudsmanden over Ung Rejs, som man beskyldte for indirekte at markedsføre alkohol over for mindreårige i annoncer i ungdomsmagasinerne Tjeck og Chili. Ung Rejs afviste med henvisning til, at der ikke optrådte alkohol i annoncerne, men alene en henvisning til Ung Rejs' hjemmeside, hvor besøgende efter at have bekræftet, at de var over 18 år kunne læse om selskabets rejser, herunder såkaldte partypakker, der indeholdt alkohol.
Byretten idømte i første omgang Ung Rejs en bøde på 100.000 kroner, men Vestre Landsret underkendte 11. april 2012 afgørelsen i sagen, der blev ført af advokat Henrik Stagetorn.
Alkoholpolitisk Landsråds klagede over Ung Rejs fire gange over en periode på ti år.
Ung Rejs ændrede strategi i 2008, hvor der blev indført en alkoholpolitik både for medarbejderne og de rejsende, samt følg-hjem-ordning og aktiv natservice. Fra 2011 havde selskabet haft et gratis sports- og aktivitetsprogram for feriegæsterne og løbende justeret aktivitetsprogrammet med flere kulturelle tilbud. I efteråret 2012 besluttede ledelsen i selskabet at ophøre med at sende rejsende til Bulgarien.